# 올리 왓킨스
올리버 조지 아서 왓킨스(영어: Oliver George Arthur Watkins, 1995년 12월 30일 ~ )은 잉글랜드의 축구 선수로 현재 애스턴 빌라에서 공격수로 활약하고 있다.